# Грицайя одеська
Грицайя одеська (Gryzaja odessana) — викопний вид журавлеподібних птахів родини дрохвових (Otidae), що існував у пліоцені в Європі. Описаний у 1939 році з двох дистальних кінців тибіотарсуса, що знайдені в Одеських катакомбах.
Вид був описаний Валентиною Бібіковою (Зубаревою), співробітницею Інституту зоології АН УРСР.